# Leptoscòpids
Els leptoscòpids (Leptoscopidae) constitueixen una família de peixos marins pertanyent a l'ordre dels perciformes.

## Etimologia
Del grec leptos (prim) i skopein (mirar, contemplar).

## Descripció
Cos allargat i amb escates. Aleta dorsal de base allargada, anal oposada a la dorsal i una mica més allargada que aquella, pectorals grans, caudal subtruncada i pelvianes jugulars i molt separades entre si. Cap deprimit i amb els ulls situats en posició dorsal o quasi. Boca lleugerament obliqua i amb els llavis fistonats. Línia lateral al llarg del mig dels flancs.

## Hàbitat i distribució geogràfica
Es troba a les costes (de vegades, també els estuaris i, en menor mesura, els rius) de les regions de clima temperat d'Austràlia (des d'Austràlia Occidental fins a Austràlia Meridional, Tasmània, Nova Gal·les del Sud, Victòria i Queensland, incloent-hi l'estret de Bass i la Gran Badia Australiana) i Nova Zelanda.

## Cladograma
|  | Crapatalus angusticeps (Hutton, 1873)     |
|  |                                           |
|  | Crapatalus munroi (Last & Edgar, 1987)    |
|  |                                           |
|  | Crapatalus novaezelandiae (Günther, 1861) |
|  |                                           |

| Leptoscopus (Gill, 1859) | \| \| Leptoscopus macropygus (Richardson, 1846)[40] \| \| \| \| |
|                          | \| \| Leptoscopus macropygus (Richardson, 1846)[40] \| \| \| \| |
|                          | Leptoscopus macropygus (Richardson, 1846)                       |
|                          |                                                                 |

|  | Leptoscopus macropygus (Richardson, 1846) |
|  |                                           |

| Lesueurina (Fowler, 1908) | \| \| Lesueurina platycephala (Fowler, 1908)[41][42][43][44][45][46][47][48][49] \| \| \| \| |
|                           | \| \| Lesueurina platycephala (Fowler, 1908)[41][42][43][44][45][46][47][48][49] \| \| \| \| |
|                           | Lesueurina platycephala (Fowler, 1908)                                                       |
|                           |                                                                                              |

|  | Lesueurina platycephala (Fowler, 1908) |
|  |                                        |

|  | Crapatalus angusticeps (Hutton, 1873)     |
|  |                                           |
|  | Crapatalus munroi (Last & Edgar, 1987)    |
|  |                                           |
|  | Crapatalus novaezelandiae (Günther, 1861) |
|  |                                           |

| Leptoscopus (Gill, 1859) | \| \| Leptoscopus macropygus (Richardson, 1846)[40] \| \| \| \| |
|                          | \| \| Leptoscopus macropygus (Richardson, 1846)[40] \| \| \| \| |
|                          | Leptoscopus macropygus (Richardson, 1846)                       |
|                          |                                                                 |

|  | Leptoscopus macropygus (Richardson, 1846) |
|  |                                           |

| Lesueurina (Fowler, 1908) | \| \| Lesueurina platycephala (Fowler, 1908)[41][42][43][44][45][46][47][48][49] \| \| \| \| |
|                           | \| \| Lesueurina platycephala (Fowler, 1908)[41][42][43][44][45][46][47][48][49] \| \| \| \| |
|                           | Lesueurina platycephala (Fowler, 1908)                                                       |
|                           |                                                                                              |

|  | Lesueurina platycephala (Fowler, 1908) |
|  |                                        |

## Observacions
No formen part del comerç de peixos ornamentals i tenen el costum d'enterrar-se a la sorra.